# Anticossos anti antígens citoplasmàtics dels neutròfils
Els anticossos anti antígens citoplasmàtics dels neutròfils o anticossos anticitoplasma de neutròfils (ANCA) són un tipus d'autoanticossos autoimmunitaris dirigits contra components del citoplasma dels neutròfils, un tipus de glòbuls blancs essencials en la resposta immunitària. La presència d'aquests anticossos està estretament relacionada amb diverses malalties autoimmunitàries, principalment les vasculitis sistèmiques, com la granulomatosi amb poliangiïtis (anteriorment coneguda com a malaltia de Wegener) i la poliangiïtis microscòpica. El seu estudi és fonamental per al diagnòstic, el seguiment i la comprensió d’aquestes patologies, ja que actuen com a biomarcadors clínics i ajuden a orientar el tractament. Els ANCA es detecten habitualment mitjançant tècniques de laboratori com la immunofluorescència indirecta i els assajos immunoenzimàtics (ELISA).

## Context
Els ANCA (acrònim de Anti Neutrophil Cytoplasmic Antibodies) o Anticossos anti antígens citoplasmàtics dels neutròfils, són una família d’anticossos relacionada amb vasculitis i desordres inflamatoris que estan dirigits contra antígens del citoplasma dels neutròfils. Els primers informes d’anticossos reactius contra leucòcits són de 1959 i 1964. Van der Woude va demostrar el 1985 que els ANCA estaven relacionats amb la granulomatosi amb poliangiïtis (GPA). Avui en dia aquests anticossos s'associen també a la poliangiïtis microscòpica (PAM) i la síndrome de Churg Strauss (ChS). Aquestes tres entitats clíniques són denominades també “Vasculitis associades a ANCA” (AAV). Els ANCA també s'associen a formes localitzades com la glomerulonefritis ràpidament progressiva pauciimmune (GNRP) o la capil·laritis pulmonar i poden estar presents en altres malalties, com connectivopaties, fibrosi quística, malalties hepàtiques autoimmunes, malalties inflamatòries intestinals, etc., encara que en aquests casos la seva significació diagnòstica és inferior.
Els neutròfils contenen grànuls que tenen moltes proteïnes diferents com enzims utilitzats en la defensa contra els bacteris i el nombre potencial de antígens que contenen és molt gran, però una anàlisi de la reactivitat dels sèrums de pacients amb vasculitis va determinar que els antígens principals eren continguts als anomenats grànuls atzuròfils, les proteïnes amb reactivitat dels quals tenen entre 29 i 140 kd i corresponen a proteïnes com la Cathepsina G, Elastasa, Lactoferrina, Lisozima, Azurocidina,  BPI (bacterial permeability increasing protein), PR-3 (proteïnasa 3) i MPO (mieloperoxidasa), essent les dues últimes les mes importants i freqüents.
Els ANCA son patogènics.

## Anàlisi de laboratori
El primer mètode utilitzat per detectar ANCA va ser la Immunofluorescència indirecta (IFI) en preparacions de neutròfils fixats amb etanol (PNE). Més endavant es van desenvolupar mètodes basats en tècniques de fase sòlida com ELISA (Enzyme-Linked Immunosorbent Assay)  o CLIA (Chemiluminescent Immunoassay)  

### IFI
La IFI permet detectar 2 patrons principals de tinció en portes de neutròfils fixats amb etanol (PNE); C- ANCA, citoplasmàtica, deguda principalment a anticossos contra PR-3, però també altres com MPO i BPI;  i P-ANCA, perinuclear, principalment deguda a anticossos contra MPO, però també contra elastasa, lactoferrina, catepsina G, lisozima i altres. La tinció perinuclear es considera un artefacte de la fixació amb etanol, ja que aquest dissol les membranes de les vesícules, i la MPO amb càrrega positiva es redistribueix al voltant del nucli del neutròfil, amb càrrega negativa. S'ha trobat que alguns sèrums amb especificitat anti MPO no donen un patró P- ANCA si no C-ANCA, i això pot passar en aproximadament un 1-2% dels sèrums C-ANCA.

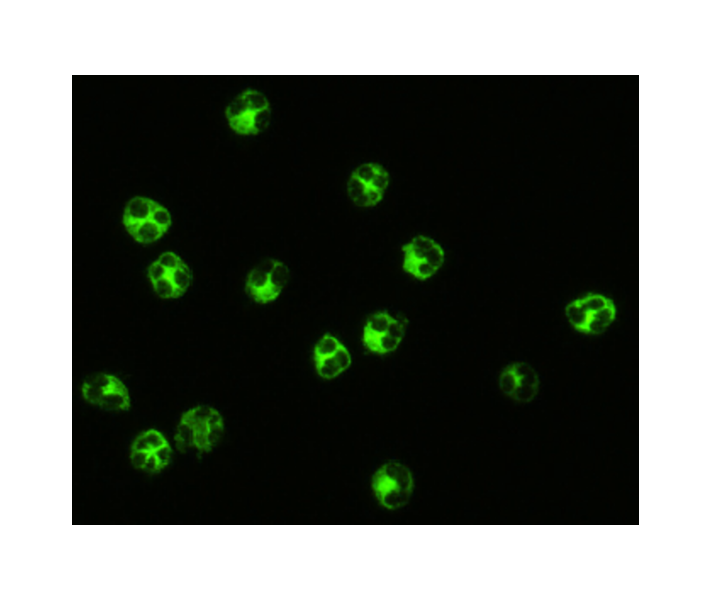
Fig 1. Tinció C-ANCA. Tinció citoplasmàtica granular fina amb reforç prop dels nuclis, en neutròfils fixats en etanol.

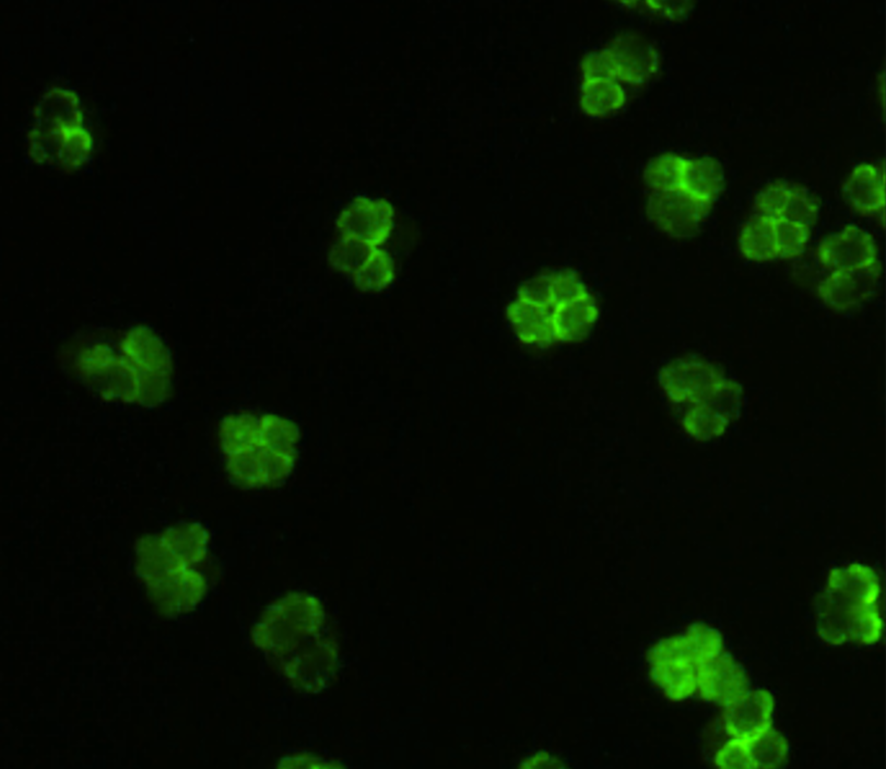
Fig 2: Tinció P- ANCA. Tinció perinuclear dels nuclis de neutròfils fixats amb etanol

Aquestes tincions es poden confondre amb d'altres; els C- ANCA es poden confondre amb tincions degudes a anticossos dirigits contra antígens citoplasmàtics, per exemple antimitocondrial, (AMA) anti ribosomal (RibP), també presents en els neutròfils, i el P-ANCA amb tincions d’antígens del nucli, com els anticossos antinuclears (ANA). Per a determinar si es tracta de C-ANCA i P-ANCA vertaders es útil, a més, analitzar els sèrums per IFI en neutròfils fixats amb formalina (PNF) i també en cèl·lules HEp-2. En els neutròfils fixats amb formalina la MPO no migra cap al nucli com passa en els neutròfils fixats amb etanol i els anticossos contra MPO i contra PR-3 donen ambdós patrons citoplasmàtics indistingibles entre si; per tant, un anticòs que doni un patró P- ANCA en neutròfils fixats amb etanol i que doni en canvi un patró C- ANCA en neutròfils fixats amb formalina podrà ser diagnosticat com un P-ANCA vertader, molt probablement un anti MPO. A diferència del patró P- ANCA, que és difícilment distingible en PNE d'una tinció deguda a anticossos antinuclears (ANA), el patró C- ANCA és característic i es pot distingir bé d'altres patrons citoplasmàtics per la seva morfologia. El C-ANCA típic es granular, contrastat i irregular, més intens vora el nucli i pot deixar algunes zones del citoplasma sense tenyir.
Un altre patró descrit en la bibliografia és l’ANCA atípic (P-ANCA atípic, X-ANCA). Aquesta definició és poc clara i es tractaria d'una mena de “calaix de sastre” on posaríem els sèrums que no es poden classificar com a P- ANCA vertaders. Es tractaria en principi d’un patró perinuclear que no correspon a P- ANCA, és a dir, un patró perinuclear indistingible de P- ANCA en PNE, que no es transforma en C-ANCA en PNF i que no és positiu per ANA en cèl·lules HEp-2. Hem de tenir en compte que la sensibilitat de detecció en PNF és inferior, per la mateixa naturalesa de la fixació, que pot modificar els antígens, que en PNE i, per tant, és possible que un sèrum que dona una tinció P- ANCA molt dèbil en PNE sigui completament negativa en PNF i malgrat això sigui un P-ANCA veritable, però existeixen sèrums amb una tinció clara i intensa P- ANCA en PNE que són negatius en PNF i en HEp-2, que solen estar associats a malalties inflamatòries intestinals o a hepatitis autoimmune i estan dirigits a antígens de la perifèria del nucli dels neutròfils que encara no s'han caracteritzat bé, tot i que s'han proposat diverses molècules (veure taula).
Antígens i els patrons que generen en PNE:
| C-ANCA                              | P-ANCA                                                                             | ANCA atípic |
| PR-3 Enolasa BPI Lisozima MPO (rar) | MPO Lactoferrina Elastasa CathepsinaG Azurocidina b- Glucoronidasa PR-3 (molt rar) | No s'han definit bé als antígens que generen aquest patró, s'han proposat: BPI Proteïna del recobriment nuclear de 50 Kda HMG ½ Ds DNA –Lactoferrina Isotip 5 de la beta tubulina |

Diferenciació per IFI de P-ANCA, C-ANCA i ANCA atípics:
|       | C-ANCA              | P-ANCA              | P- ANCA atípic    | ANA               |
| PNE   | Patró citoplasmàtic | Patró Perinuclear   | Patró perinuclear | Patró perinuclear |
| PNF   | Patró citoplasmàtic | Patró citoplasmàtic | Negatiu           | Negatiu           |
| HEp-2 | Negatiu             | Negatiu             | Negatiu           | Tinció nuclear    |

### Tècniques de fase sòlida
Per a trobar l'especificitat específica (és a dir, si es tracta d’anticossos anti MPo, anti PR-3, etc.) s'han de fer proves complementàries amb una tècnica de fase sòlida on tinguem l’antigen purificat. Al principi es varen desenvolupar tècniques ELISA i més endavant tècniques de FEIA (Fluorescent Enzyme Immunoassay) i CLIA (Chemiluminescent Immunoassay). Existeixen actualment (2022) kits diagnòstics comercials per a determinar anticossos anti MPO, PR-3, Cathepsina G, Lactoferrina, BPI, i Elastasa, si bé els anticossos amb mes valor diagnòstic són els anti-MPO i anti-PR-3 per al diagnòstic de vasculitis associades a ANCA i son per tant els mes freqüents i disponibles. Donat que amb aquestes tècniques podem definir amb claredat la especificitat antigènica dels anticossos, els positius es designen amb el nom de l’antigen; PR3-ANCA,  MPO-ANCA, BPI-ANCA, etc.
En la determinació de PR3-ANCA s'ha vist que el disseny del reactiu pot influir en els resultats ja que es tracta d’un antigen conformacional molt sensible a l'estructura terciària de la molècula; per tant, s'ha trobat una diferència important entre fixar l’antigen directament a la fase sòlida (el plàstic de la placa ELISA, per exemple) o fer-ho de manera indirecta amb un anticòs de captura degudament escollit per a preservar la estructura terciària de l’antigen sense bloquejar els epítops d’unió dels anticossos amb valor diagnòstic, o també mitjançant una petita molècula (àncora), unida al plàstic i a la molècula de PR-3, com la biotina. En un disseny de captura l’antigen s'uneix a l’anticòs monoclonal de captura escollit pel dissenyador de l'equip de diagnòstic i és aquest anticòs el que s'uneix a la fase sòlida del reactiu. L’avantatge d’aquest disseny rau en la seva superioritat respecte dels equips de diagnòstics d'anti PR-3 amb disseny clàssic per al seguiment de pacients amb AAV associades a ANCA PR-3 positives (principalment, granulomatosi amb poliangiïtis i poliangiïtis microscòpica). Els kits de captura no semblen tenir una millor sensibilitat que els tradicionals en el moment del diagnòstic però sí en el seguiment i la previsió de les recaigudes dels pacients i presenten una millor correlació entre el títol dels anticossos i l’activitat clínica. En aquest cas, hem de tenir present que el punt de tall que dona el fabricant per a determinar la positivitat o negativitat del sèrum és pel diagnòstic, no pel seguiment. En el seguiment dels pacients no ens fixarem tant en si el sèrum és positiu o negatiu sinó en si la quantitat d’anticossos puja o baixa significativament amb el tractament. Una baixada seria indicatiu de remissió, una pujada d'un augment de la probabilitat de recaigudes.

### Diferències entre IFI i tècniques de fase sòlida
Com hem vist, la tècnica IFI ens dona un tipus d’informació (C-ANCA, P-ANCA i ANCA atípic) mentre que les de fase sòlida un altre (PR3-ANCA, MPO-ANCA, BPI-ANCA, etc); estan relacionades, són complementàries però no són iguals. A més, com ja s'ha esmentat, els antígens són altament conformacionals i el disseny de l'equip de diagnòstic influirà en els resultats. Al laboratori, és molt comú combinar els dos tipus de tècniques en la cerca d'anticossos relacionats amb vasculitis i no correlacionen sempre les intensitats de positivitat (títols IFI amb positivitat en fase sòlida). Existeixen mostres que són altament positives en IFI i no en ELISA, i a l’inrevés. És important, per tant, tenir en compte les característiques dels reactius utilitzats al comparar resultats entre diferents laboratoris o diferents sèries de pacients.

### Indicacions clíniques per a la sol·licitud dels ANCA per a vasculitis (1)
Esta indicada en pacients amb afectació renal, pulmonar associada a hemoptisi i/o nòduls pulmonars, pulmonar inflamatòria granulomatosa associada a asma i eosinofília, afectació de vies respiratòries altes (sinusitis, otitis) que no responen a tractament convencional amb antibiòtics i amb afectació general neurològica en forma de neuropatia perifèrica i dermatològica en pacients amb púrpura palpable i/o urticària suggestiva de vasculitis 

### Estratègies de diagnòstic utilitzades als laboratoris.
Davant la sospita de vasculitis, es determinen els ANCA i hi ha varies estratègies per fer-ho.
- La primera i mes antiga consisteix a fer la IFI en PME, PMF i HEp-2 per determinar clarament la presència de P-ANCA i C-ANCA, i després determinar anti MPO i anti PR3 utilitzant tècniques de fase sòlida.[23]

- Una altra és la de fer IFI i tècniques de fase sòlida per determinar anti MPO i anti PR3 en paral·lel a totes les mostres.[23]

- Gràcies a l’augment de la sensibilitat i especificitat de les tècniques en fase sòlida actuals, avui en dia es recomana cercar directament amb tècniques de fase sòlida anti MPO i anti PR3 i utilitzar la IFI en casos especials o com a confirmació.[24]

## ANCA per a diagnosi clínica
El benefici més gran dels ANCA està en la diagnosi de vasculitis associades a ANCA (AAV), encara que també es poden presentar en altres malalties o condicions clíniques.

### Vasculitis associades a ANCA (AAV)

#### Granulomatosi amb poliangiïtis
Els pacients amb aquesta malaltia activa que afecta el sistema respiratori alt i els ronyons presenten amb molt poques excepcions ANCA positius. Si els pacients en canvi tenen la malaltia limitada o estan en remissió, els ANCA seran detectats en aproximadament el 30-60% dels casos. Aproximadament el 60-95% dels pacients positius tenen PR3-ANCA i un 5-10% MPO-ANCA.

#### Poliangiïtis microscòpica (PAM)
La majoria de pacients amb PAM activa son ANCA positius. Els anticossos més freqüents són els MPO-ANCA però també hi ha PR3-ANCA. Els pacients amb PR3 ANCA tenen una evolució mes dolenta amb una pèrdua ràpida de la funcionalitat renal, mentre que els que tenen MPO-ANCA presenten una malaltia amb afectació renal limitada.

#### Síndrome de Churg Strauss (ChS)
Són comuns els MPO ANCA en el ChS quan el pacient te afectació de petits vasos. Es detecta C-ANCA en un 5-10% de pacients i P-ANCA en el 30-40%. La presència d’ANCA en aquesta malaltia s'associa a un predomini de vasculitis amb afectació renal i del sistema nerviós central o perifèric.

### Altres malalties

#### Artritis Reumatoide (AR)
Molts pacients d' AR tenen ANCA, sobretot si tenen vasculitis associada. Diversos estudis han trobat entre un 16 a un 50% de pacients d' AR amb ANCA, principalment patró P- ANCA, però en canvi, la freqüència de MPO-ANCA és baixa i són freqüents, en canvi, anticossos contra cathepsina, elastasa i lactoferrina, aquests d’escassa utilitat diagnòstica. En resum, els ANCA (sobretot P- ANCA) hi són presents en AR encara que no tenen gaire utilitat diagnòstica a no ser llevat que el pacient tingui complicacions relacionades amb vasculitis

#### Lupus eritematós sistèmic (LES)
Podem trobar síndromes de superposició LES /AAV en una petita porció de pacients. Els MPO-ANCA i P-ANCA incloent especificats minoritàries (lactoferrina, elastasa, cathepsina) no són rars en pacients amb LES. La implicació clínica dels ANCA en LES no està ben establerta, encara que es pot associar a glomerulonefritis més severes.

#### Esclerosi sistèmica (SSc)
La prevalença dels ANCA com de les AAV és molt baixa en malalts de SSc (del 0-9%) S'ha suggerit que trobar ANCA en pacients de SSc  podria estar associada a una evolució pitjor.

#### Síndrome de Sjögren (SS)
La prevalença dels ANCA com de les AAV és molt baixa en malalts de SS primari (del 9%) i està associada a una major freqüència de manifestacions extra glandulars. Se solen trobar P-ANCA, dels quals un terç aproximadament són MPO-ANCA.

#### Malalties hepàtiques autoimmunitàriess
Inclouen l'hepatitis autoimmune (HAI), la colangitis esclerosant primària (CEP) i la colangitis biliar primària (CBP). S'han trobat pocs casos on pacients amb aquestes malalties presentin AAV concomitant; en canvi, és freqüent la presència d'ANCA per IFI en aquests pacients, particularment a HAI i CEP. La majoria de anticossos tipus ANCA trobats en HAI són ANCA atípics. L' AI es pot classificar segons la presència d'anticossos característics com tipus 1 (presència d’anticossos anti F- Actina) i tipus 2 (presència d’anticossos anti LKM-1). Els ANCA atípics hi són presents en el 60-80% de pacients amb HAI-1, i solen ser negatius en pacients amb HAI-2. Es tracta d’un marcador pronòstic en HAI-1 de baixa especificitat perquè apareix també en altres malalties hepàtiques autoimmunes. Es desconeix l’antígen diana. Els P-ANCA atípics també estan presents en elevats percentatges (26-67%) dels pacients amb CBP. No hi ha cap evidència de valor pronòstic dels ANCA en CBP.

#### Malalties Inflamatòries intestinals (EEII)
Les dues formes principals de malaltia inflamatòria intestinal són la malaltia de Crohn (CD) i la colitis ulcerosa (UC), que tenen algunes característiques diferencials i altres que se superposen. Aproximadament la meitat de pacients amb colitis ulcerosa té ANCA atípics mentre que a la malaltia de Crohn la proporció d' ANCA positius és baixa, però si aquesta afecta al colon la proporció s'incrementa i per això els ANCA són poc útils per diferenciar una de l’altra. Sembla que la presencia de P-ANCA atípic suggereix una major implicació de malaltia colònica, una pitjor evolució de la malaltia i major probabilitat de recaigudes en UC, però altres estudis no estableixen aquesta relació. No es coneix del cert els antígens dels P- ANCA atípics en EEII. S'ha proposat a UC el dsDNA lligat a lactoferrina com a diana. Hi ha diferents estudis que analitzen la presencia de PR3-ANCA i MPO-ANCA en pacients amb EEII. S'ha vist que es troben PR3- ANCA en més freqüència en pacients d'UC i s'ha suggerit que podria ser un marcador útil per diferenciar UC de CD, però els resultats depenen molt de la tècnica de fase sòlida utilitzada (CLIA vs ELISA) i no són conclusius.

#### Síndrome de Goodpasture
La síndrome de Goodpasture, es una vasculitis sistèmica molt rara caracteritzada pel desenvolupament d'anticossos contra antígens del col·lagen tipus IV expressat en les membranes basals dels glomèruls del ronyó i en els alvèols pulmonars. El 99% dels pacients tenen glomerulonefritis, la majoria de vegades ràpidament progressiva, i el 50% també amb afectació pulmonar. La malaltia es caracteritza per la presencia d’anticossos anti membrana basal glomerular (anti GBM), però és molt freqüent que aquests pacients tinguin també MPO-ANCA (33% dels casos). S'ha suggerit que la presència de MPO-ANCA pot ser un factor de bon pronòstic de supervivència i recuperació de la funció renal, però altres estudis suggereixen el contrari. En un estudi recent, s'ha vist que els pacients amb anti GBM, tinguin MPO-ANCA o no, presenten un fenotip de síndrome de Goodpasture, però els que tenen MPO-ANCA presenten certes característiques afins a les AAV, com edat mitjana més elevada, presència de manifestacions extra renals, millor resposta al tractament amb immunosupressors, major probabilitat de recuperació de la funció renal i una major probabilitat de recaiguda davant dels pacients amb només anti GBM.

#### Pneumònies intersticials idiopàtiques (IIP)
Es pot detectar ANCA en una petita quantitat de pacients amb IIP, dels que una quarta part dels que presentin MPO-ANCA es creu que desenvoluparan AAV en mesos o anys.

#### Infeccions i malalties malignes
Es poden trobar ANCA en pacients amb infeccions cròniques de diversos tipus. Es creu que poden desencadenar una resposta immune que indueixi l’aparició d’ ANCA (els neutròfils actuen en la defensa contra agents infecciosos) i això generar símptomes de AAV. És important eliminar la sospita d’infecció en pacients amb símptomes de AAV ja que el tractament immunosupressor utilitzat en les vasculitis és contraproduent si hi ha infecció.
Els pacients amb AAV tenen mes risc que la població general de tenir càncer de pell diferent de melanoma. Es poden associar diverses malalties malignes amb la producció d' ANCA sense cap associació amb AAV, com el linfoma de Hodgkin. En aquests casos és important discriminar si la presencia de ANCA és indicador d'AAV o no.

#### AAV induïdes per medicaments i drogues
Molts medicaments poden induir AAV, com antitiroidal, antibiòtics, anti TNF, agents psicoactius, hidralazina, al·lopurinol, etc. Quasi totes les AAV induïdes per medicaments són MPO-ANCA juntament amb presència d'altres antígens. La presencia dual de MPO-ANCA i PR3-ANCA és suggestiva d' AAV induït per medicaments. La inhalació de cocaïna genera una síndrome inflamatòria de les vies respiratòries altes que s'assembla en els símptomes a la granulomatosi amb poliangiïtis i s'ha trobat en cocaïnòmans ANCA amb reactivitats contra elastasa (molt comú), catepsina G i PR3.

#### Fibrosi Quística
S'ha observat l'aparició de C- ANCA deguts a anti BPI (BPI-ANCA) en entre un 18% i un 83% de pacients amb fibrosi quística, la qual cosa és indicativa d’infeccions per gramnegatius, sobretot de P. Aeruginosa. Alguns estudis han relacionat l’aparició de BPI-ANCA amb funció pulmonar deteriorada i mal pronòstic en aquests pacients.